# 希姆基
希姆基（俄语：Хи́мки）是俄羅斯莫斯科州的一個城市，位於莫斯科西北。

## 历史
1850年，现在的希姆基所在地建起了一座铁路站，属莫斯科－聖彼得堡鐵路。1932年至1937年间，莫斯科运河在希姆基东边建成，1939年希姆基正式建城。
建城后長期因發展軍事工業而不向外開放。1941年11月，苏德战争莫斯科战役時這裡是納粹德國東進的界限。有传说称打到此处的德军已经可以用望远镜看到19公里外的克里姆林宫。

## 友好城市
- 白俄羅斯格罗德诺
- 乌克兰波尔塔瓦
- 土耳其凱梅爾